# アンデュ
『アンデュ』は、2004年5月1日から2009年3月28日まで中京テレビで放送されていた情報番組である。全251回。放送時間は毎週土曜 9:25 - 10:25、中京テレビ旧本社Bスタジオからの生放送。

## 概要
20代の女性をターゲットにしていた土曜午前の情報番組で、毎回最新のファッション情報やグルメ情報、映画情報や音楽情報などを紹介していた。
中京圏の民放テレビ局は各局ともに土曜午前にターゲットを絞り、競いあうようにローカル情報番組を放送しているが、その中で中京テレビはトレンド情報に的を絞ったこの番組を放送していた。レギュラー陣にタレントを多く起用し、自社のアナウンサーを最低限の数に留めていた点も特色となっていた。一時期名古屋のゴージャスな女性、いわゆる名古屋嬢が全国的に取り上げられたことがあるが、この番組もその時流に乗り、名古屋嬢らしいファッションを提供するブティックやヘアサロンを紹介していたことがある。なお、番組自体は生放送だったが、コーナーの進行に使用していた映像は全て事前収録のVTRだった。
番組は企画単位でのリニューアルを常に行っていたが、2008年9月13日放送分をもって番組全体を大幅にリニューアル。それ以前からの出演者も含む4人をリポーターに起用し、以後は「芸能ニュース」と「街ネタニュース」の2つの企画を主軸に展開していた。同時にタイトルロゴも一新し、以後は「NAGOYA GIRLS WIDE-SHOW」を冠するようになった。しかし、それから半年で番組は終了し、合わせて5年近くに及ぶ放送に幕を閉じた。
この番組の終了後、中京テレビは同時間帯の番組製作から撤退し、2011年3月まで読売テレビ製作の『あさパラ!』の同時ネットを行っていた。さらにその後、同時間帯は再放送枠になっていたが、2013年4月からは金曜午後枠で放送されていた自社製作番組『ラッキー!!』が移動してきたことで一時的に自社製作枠へと復帰した。

## 出演者

### 司会
- 辺見えみり - 全期間にわたって出演。
- 渡部建（アンジャッシュ） - 全期間にわたって出演。
- 児嶋一哉（アンジャッシュ） - 全期間にわたって出演。
- KABA.ちゃん - 放送開始からしばらくの間、辺見たちとともに司会を担当していた。2004年9月に番組を卒業。
- セイン・カミュ - 当初はコーナー担当者だったが、KABA.ちゃんの降板を機に司会に参入した。しかし、彼も途中降板し、以後司会は3人体制になった。

### レギュラー
- 尾原秀三（当時中京テレビアナウンサー） - 放送開始から約10か月間出演[6]。その後は長らく番組に出演していなかったが、2009年1月10日放送分をもって復帰した。以後は最終回まで出演。
- 遠藤友理奈 - 当初はエンディングの天気予報を担当していたが、コーナーの終了後には番組本編のアシスタントとNTTドコモの番組内インフォマーシャルを担当していた。2008年6月28日放送分をもって番組を卒業。
- 久保順子 - 遠藤に替わって2008年7月から出演。NTTドコモの番組内インフォマーシャルも担当。
- 金山泉（当時中京テレビアナウンサー） - 2008年12月27日放送分をもって番組を卒業。
- 田岡咲香（当時中京テレビアナウンサー） - 2008年9月から最終回まで出演。
- YO!YO!YOSUKE （ZIP-FMミュージック・ナビゲーター）

### 準レギュラー
- 虻川美穂子（北陽） - 担当コーナーのVTRのみに出演。
- 伊藤さおり（北陽） - 担当コーナーのVTRのみに出演。
- 佐藤啓（中京テレビアナウンサー） - 原則、北陽担当のVTRコーナーの進行を担当。

## スタッフ
- 構成：加藤智久、浅野範子、山内正之
- ナレーター：前田麻衣子（中京テレビアナウンサー）、高橋重憲（当時中京テレビアナウンサー）
- 音効：東海サウンド
- ディレクター：山本晃生、浅野正裕、笠井知己、後藤範子
- 演出：池田京平
- プロデューサー：栗田美和
- 製作著作：中京テレビ

## コーナー

### 番組終了時のコーナー
- ナゴヤ芸能ニュース
- ナゴヤ街ネタニュース
- アンジャッシュの会社訪問（不定期）
- 北陽ウォーカー（不定期）
- 週末星占いRanking → 週末お出かけ占い

### 途中まで実施していたコーナー
- Fashion Pick Up!! - 毎回1人の女性芸能人をクローズアップし、その人物が身に着けているファッションアイテムの販売店を紹介。
- DELI Cafe - グルメ情報コーナー。名古屋市内にある女性向けの飲食店を紹介。
- HAIRSALON MANIA - 名古屋市内にあるヘアサロンを紹介。
- TREND RANKING → TREND NEWS - 旬の売れているアイテムを紹介。主に美容関連の商品を取り上げていた。
- WEEKEND WINDOW SHOPPING - 毎回4Mデパート各店の販売品を紹介。「名古屋のデパートがスタジオにやってきた」をキャッチフレーズにしていた。
- アンデュモード塾 → アンデュビューティー塾 - 綺麗になりたいと願う一般女性を募集し、彼女たちにスタイリストやメイクアップアーティスト、エステティシャンなどを付けてその願いを叶えていたコーナー。
- 週刊アンデュ → エンタメLive - 売れ筋の音楽CDや映画をランキングにして紹介。
- 特集コーナー → アンデュプラン
- アンデュアンケート - サカエチカのクリスタル広場付近で一般女性に声を掛けてアンケートを取り、その集計結果をランキングにして発表。アンケートの内容は芸能人をテーマにしたものが多かった。
- トレンディー児嶋のコレどーよ!?
- 映画ランキング → えみりの気になるシネマ
- Thane's Rich & Cheap → セインのデートの王子様 - いずれもセイン担当のVTRコーナー。
- GOOD JOB BOYS → ウチイチ! → いただきニューオープン - いずれもアンジャッシュ担当のVTRコーナー。
- クイズ北陽ウォーカー → 北陽Worker → 北陽のイケメンコレクション - いずれも北陽担当のVTRコーナー。

## 関連メディア・関連番組
- 番組はPC向けの公式サイトのほかに、携帯電話向けの公式サイトも運営していた。番組が紹介した店でこの携帯サイトのクーポン画面を見せると、その店で割引サービスを受けることができた。
- 2007年9月29日、番組プロジェクトの一環で制作していた恋愛ドラマ『ツナガルココロ 〜3つの愛の物語〜』が番組本編の終了直後に放送された。主演は北乃きいで、番組本編で司会を務めていた辺見・渡部・児嶋の3人もこのドラマに出演していた。